# 2020年世界フィギュアスケート選手権
2020年世界フィギュアスケート選手権（2020ねんせかいフィギュアスケートせんしゅけん、英語: World Figure Skating Championships 2020）は、2020年3月16日から3月22日までカナダのモントリオールで開催される予定であったフィギュアスケートの国際競技大会。

## 概要
2019-2020年シーズン開催の世界フィギュアスケート選手権で、今回で通算110回目となる。大会ではシニアクラスの男女シングル、ペア、アイスダンス種目が実施される予定だった。また、本大会で2021年世界選手権の出場枠が決定する予定だった。
しかし主管のスケートカナダとケベック州保健省の決定により、新型肺炎（COVID-19）大流行のため中止となった。国際スケート連盟 (ISU) は10月以降の年内開催を模索していたが、2020年4月16日に開いたオンライン理事会で協議した結果、大会開催を断念して中止とすることを決定した。

## 出場選手枠
前回大会の結果を受け、今大会において複数出場枠が与えられた国（地域）は、以下の通りとなる予定だった。
| 出場枠 | 男子シングル                      | 女子シングル               | ペア                                                                  | アイスダンス                 |
| ------ | --------------------------------- | -------------------------- | --------------------------------------------------------------------- | ---------------------------- |
| 3      | 日本 アメリカ合衆国               | 日本 カザフスタン ロシア   | 中国 ロシア                                                           | カナダ アメリカ合衆国 ロシア |
| 2      | 中国 · チェコ · イタリア · ロシア | カナダ 韓国 アメリカ合衆国 | オーストリア · カナダ · フランス · ドイツ · イタリア · アメリカ合衆国 | フランス イタリア            |

## 最低技術点
出場のために最低技術点が設定されており、当該シーズンと前シーズンの国際スケート連盟の主催・公認する大会で、ショートプログラム（リズムダンス）とフリースケーティング（フリーダンス）の両方でクリアしていなければ出場ができない。
| 最低技術点   | 最低技術点                       | 最低技術点                         |
|              | ショートプログラム(リズムダンス) | フリースケーティング(フリーダンス) |
| 男子         | 34.00                            | 64.00                              |
| 女子         | 30.00                            | 51.00                              |
| ペア         | 27.00                            | 44.00                              |
| アイスダンス | 33.00                            | 47.00                              |
| ------------ | -------------------------------- | ---------------------------------- |